# تفسیر تفهیم القرآن
تفهیم القرآن (انگلیسی: Tafhim-ul-Quran)، تفسیر تفهیم القرآن تألیف ابوالاعلی مودودی، یکی از مشهورترین و تأثیرگذارترین تفاسیر اهل سنت در شبه قاره هند است.

## ابوالاعلی مودودی
ابوالاعلی مودودی از برجسته‌ترین مفسران معاصر و تأثیرگذار شبه قاره هند است. «تفهیم القرآن»، مهم‌ترین اثر این اندیشمند اصلاح گرا و مبارز، به‌شمار می‌آید که به زبان‌های مختلفی ترجمه شده‌است. جایگاه این تفسیر و اندیشه تقریب گرایانه صاحب آن، اهمیت بررسی دیدگاه‌های تفسیری مودودی را به ویژه دربارهٔ آیات فضائل اهل بیت (ع) بیشتر می‌کند.

## سادگی زبان تفهیم القرآن
تفهیم القرآن، برای آگاهی و هدایت مخاطب و مردم ناآشنا به مفاهیم قرآن و با زبانی ساده و رسا نوشته شده و هدف او از ترجمه و توضیحات، تأمین نظر اهل فن و تخصص نبوده تا بحث‌های آکادمیک فنی و مباحث ادبی یا نکات بلاغت و اعجاز و احکام را مطرح سازد. او می‌خواهد خواننده را با پیام وحی آشنا سازد تا این آشنایی، در زندگی و رفتار آنان اثر بگذارد و منشأ تحولات و حیات اجتماعی آنان گردد.

## تفسیر عصری
از ویژگی‌های این تفسیر، عصری بودن آن است. منظور از تفسیر عصری پذیرفتن این اصل است که تفسیر امروز باید با تفاسیر گذشته تفاوت پیدا کند و مفسر امروز به پرکردن فاصله میان عصر نزول قرآن و عصر تفسیر تلاش می‌کند؛ زیرا مردم از فضایی که قرآن در آن نازل شده، بسیار فاصله گرفته و آگاهی‌های لازم که نشان دهد چه مسائل و مشکلاتی بوده که به بیان این امور انجامیده را ندارند، و مفسر مخاطبان خود را از این دسته از مسائل باخبر می‌سازد.
همین‌طور مخاطبان از اهداف و اموری که قرآن برای آنها نازل شد، دور شده‌اند، مفاهیم و حقایق آن به تدریج از ذهن‌هایشان محو گردیده و اصطلاحات قرآنی در نزدشان دگرگون شده‌است. به عبارت دیگر، فاصله زمانی از عصر نزول سبب شده تا فضایی که مسلمانان در آن زندگی می‌کردند و تلقی آنان از هدف نزول قرآن و التزام عملی به آن، به تدریج دگرگون گشته و در پی آن مسلمانان امروزی از فهم معنای عینی قرآن فاصله پیدا کرده‌اند.